# De tolv stora högtiderna
Inom de Östortodoxa kyrkorna finns det tolv stora högtider (kyrkslaviska: Двꙋнадесѧтые пра́здники) under det liturgiska året. Påsken ingår inte i dessa högtider eftersom det brukar kallas för "Högtidernas högtid", det vill säga att påsken har en egen kategori och att det är den viktigaste högtiden.

## Högtiderna
Lista över högtiderna:
- Guds moders födelse - 8 september (n.s), 21 september (g.s)
- Det heliga korsets upphöjelse - 14 september (n.s), 27 september (g.s)
- Allraheligaste Guds moders tempelgång - 21 november (n.s), 4 december (g.s)
- Kristi födelse - 25 december (n.s), 7 januari (g.s)
- Kristi dop - 6 januari (n.s), 19 januari (g.s)
- Jesu frambärande i templet - 2 februari (n.s), 15 februari (g.s)
- Bebådelsen - 25 mars (n.s), 7 april (g.s)
- Triumfatoriska intåget i Jerusalem - söndagen före påsk
- Kristi himmelsfärd - 40 dagar efter påsk
- Pingst - 50 dagar efter påsk
- Kristi förklaring - 6 augusti (n.s), 19 augusti (g.s)
- Guds moders avsomnande - 15 augusti (n.s), 28 augusti (g.s)